# Peter Spears

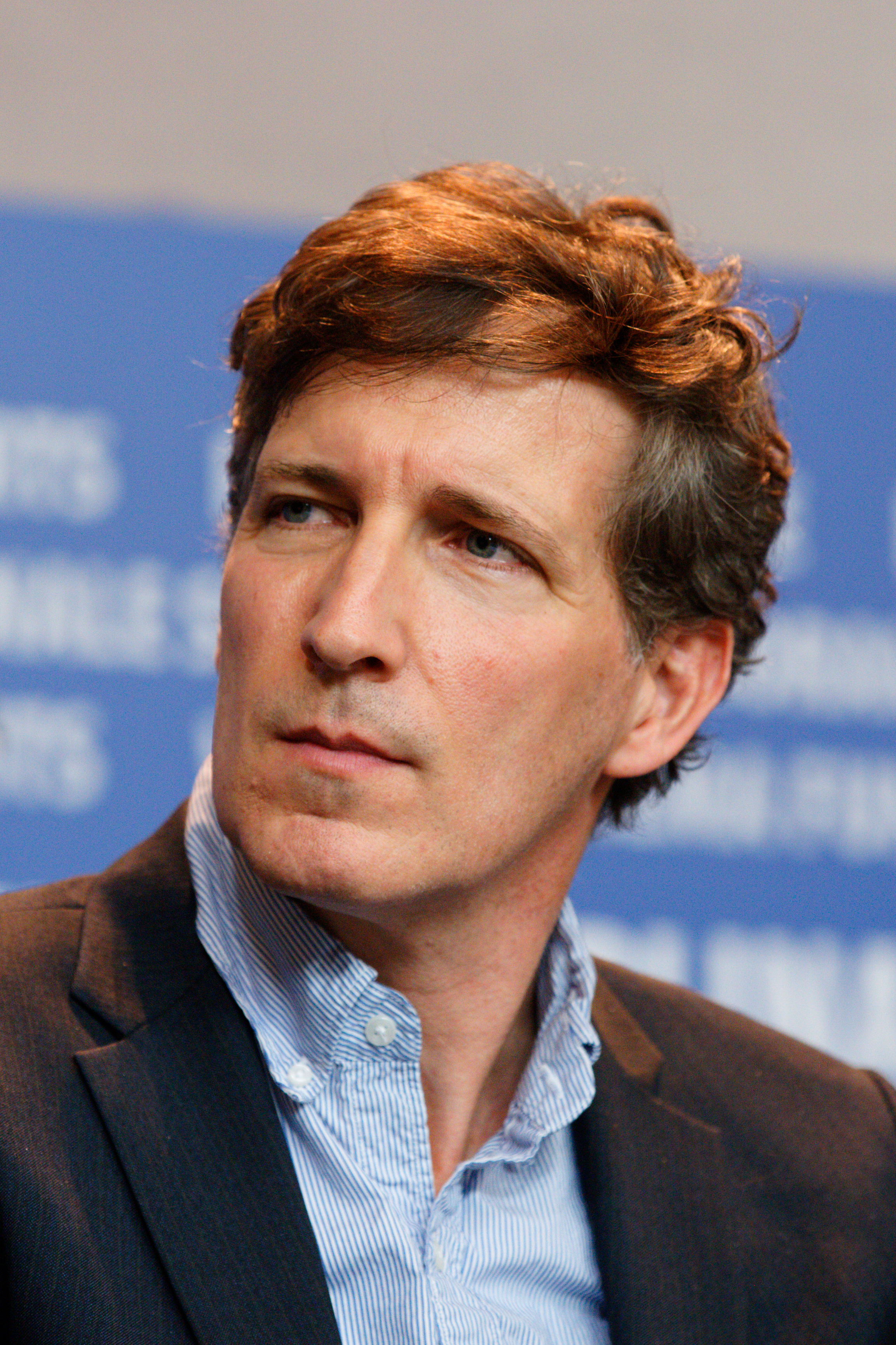
Peter Spears (2017)

Peter Spears (* 29. November 1965 in Kansas City, Missouri) ist ein US-amerikanischer Schauspieler und Filmproduzent.

## Karriere
Peter Spears machte 1988 seinen Abschluss an der Northwestern University. Spears ist mit dem Schauspielagenten Brian Swardstrom verheiratet.
Spears Karriere begann 1991 als Schauspieler in dem Fernsehfilm 5 Tage noch. Neben kleineren Rollen folgten auch Auftritte in Fernsehserien wie Matlock, Friends und Emergency Room – Die Notaufnahme. 1996 war er zum ersten Mal als Produzent tätig, dabei lag die Produktion zum Kurzfilm Scream, Teen, Scream in seiner Verantwortung. Für seine Tätigkeit als Filmproduzent bei dem Film Call Me by Your Name erhielt Spears bei der Oscarverleihung 2018 eine Nominierung in der Kategorie „Bester Film“. Des Weiteren wurde der Film für einen BAFTA-Award und PGA-Award nominiert. Als Teil des fünfköpfigen Produzententeams von Nomadland erhielt Spears bei der Oscarverleihung 2021 die Auszeichnung für den Besten Film, außerdem bei den Producers Guild of America Awards 2021 die Auszeichnung für den Besten Kinofilm.
Im Sommer 2021 wurde Spears Mitglied der Academy of Motion Picture Arts and Sciences.

## Filmografie (Auswahl)

### Schauspieler
- 1991: 5 Tage noch (Pink Lightning, Fernsehfilm)
- 1992: Verhängnisvolle Liebe (Something to Live for: The Alison Gertz Story, Fernsehfilm)
- 1993: Die Abenteuer des jungen Indiana Jones (The Young Indiana Jones Chronicles, Fernsehserie, Episode Young Indiana Jones and the Scandal of 1920)
- 1993: Zurück in die Vergangenheit (Quantum Leap, Fernsehserie, Episode Dr. Ruth – April 25, 1985)
- 1994: Niemand hört den Schrei (Cries from the Heart, Fernsehfilm)
- 1994: Matlock (Fernsehserie, zwei Episoden)
- 1995: Ein Geschenk des Himmels – Vater der Braut 2 (Father of the Bride Part II)
- 1996: Friends (Fernsehserie, Episode The One with Barry and Mindy’s Wedding)
- 1996: Emergency Room – Die Notaufnahme (ER, Fernsehserie, Episode Baby Shower)
- 1998: The Opposite of Sex – Das Gegenteil von Sex (The Opposite of Sex)
- 2003: Was das Herz begehrt (Something’s Gotta Give)
- 2004: CSI: Miami (Fernsehserie, Episode Deadline)
- 2017: Call Me by Your Name
- 2020: Sublet
- 2020: Nomadland

### Produzent
- 1996: Scream, Teen, Scream (Kurzfilm)
- 2014: Until We Could (Kurzfilm)
- 2017: Call Me by Your Name
- 2020: Nomadland
- 2022: Bones and All
- 2023: Drift
- 2024: On Swift Horses